# Віржіні Паке
Віржіні Паке (фр. Virginie Paquet; нар. 6 травня 1967) — колишня французька тенісистка.
Найвищу одиночну позицію світового рейтингу — 208 місце досягла 22 травня 1989, парну — 116 місце — 22 травня 1989 року.
Здобула 4 парні титули.
Найвищим досягненням на турнірах Великого шолома було 2 коло в одиночному розряді.

## Фінали ITF
| Легенда         |
| --------------- |
| турніри $25,000 |
| турніри $10,000 |

### Парний розряд: 5 (4–1)
| Результат | Ранг | Дата           | Турнір                       | Покриття | Партнерка           | Суперниці                          | Рахунок       |
| --------- | ---- | -------------- | ---------------------------- | -------- | ------------------- | ---------------------------------- | ------------- |
| Поразка   | 1.   | 22 лютого 1987 | Денен, Франція               | Ґрунт    | Карін Кентрек       | Катлін Схюрманс Еріка Сміт         | 3–6, 2–6      |
| Перемога  | 1.   | 19 липня 1987  | Еттенгайм, Західна Німеччина | Ґрунт    | Дениса Крайчовичова | Елісон Скотт Гайді Шпрунґ          | 6–1, 6–2      |
| Перемога  | 2.   | 27 липня 1987  | Штутгарт, Західна Німеччина  | Ґрунт    | Жулі Алар-Декюжі    | Гана Фукаркова Дениса Крайчовичова | 6–4, 6–3      |
| Перемога  | 3.   | 24 січня 1988  | Денен, Франція               | Ґрунт    | Карін Кентрек       | Ліз Берріс Леслі О'Галлоран        | 6–3, 6–1      |
| Перемога  | 4.   | 3 липня 1988   | Мальє, Італія                | Ґрунт    | Фредерік Мартен     | Їда Ей Яюк Басукі                  | 5–7, 6–2, 6–2 |